# 林在山
林在山，香港《信報》創辦人林行止長女。
林在山曾在加拿大、英國及美國留學，持有英國劍橋大學英文系學士學位、芝加哥大學社會科學系（法律及經濟）碩士學位及英國卡的夫 Thomson Foundation 新聞專業文憑。
林在山曾任香港電台電視部及英國廣播公司文化節目編劇及主持，1994年加入《信報財經新聞》，1998年成為執行董事，亦曾以專欄作家及自由撰稿形式，撰寫有關文化問題；2001年獲世界經濟論壇選為明日世界領袖。
香港《瞄》雜誌於2007年10月起每月刊載林氏以中英雙語撰寫的專欄。